# Going Back Home
Going Back Home è un album in studio collaborativo di Wilko Johnson e Roger Daltrey, pubblicato nel 2014.

## Tracce
Tutte le tracce sono di Wilko Johnson eccetto dove indicato.

1. Going Back Home (Wilko Johnson / Mick Green) – 4:00
2. Ice on the Motorway – 2:50
3. I Keep It to Myself – 3:21
4. Can You Please Crawl Out Your Window? (Bob Dylan) – 3:37
5. Turned 21 – 3:06
6. Keep On Loving You (Wilko Johnson / Norman Watt-Roy / Salvatore Ramundo) – 2:57
7. Some Kind of Hero – 2:25
8. Sneakin' Suspicion – 3:45
9. Keep It Out of Sight – 2:43
10. Everybody's Carrying a Gun – 2:55
11. All Through the City – 2:50

## Formazione
- Wilko Johnson - chitarra
- Roger Daltrey - voce, chitarra acustica
- Norman Watt-Roy - basso
- Dylan Howe - batteria, percussioni
- Mick Talbot - piano, organo Hammond
- Steve Weston - armonica